# Формоза-да-Серра-Негра

Формоза-да-Серра-Негра на карте штата.

Формоза-да-Серра-Негра (порт. Formosa da Serra Negra) — муниципалитет в Бразилии, входит в штат Мараньян. Составная часть мезорегиона Центр штата Мараньян. Входит в экономико-статистический микрорегион Алту-Меарин-и-Гражау. Население составляет 17 757 человек на 2010 год. Занимает площадь 3690,610 км². Плотность населения — 4,81 чел./км².

## Демография
Согласно сведениям, собранным в ходе переписи 2010 г. Национальным институтом географии и статистики (IBGE), население муниципалитета составляет:
| Полное население                               | Полное население                               | Полное население                               | Полное население                               | 17 757 |
| ---------------------------------------------- | ---------------------------------------------- | ---------------------------------------------- | ---------------------------------------------- | ------ |
| в том числе:                                   | Городское население                            | 5915                                           | Процент городского населения, %                | 33,31  |
|                                                | Сельское население                             | 11 842                                         | Процент сельского населения, %                 | 66,69  |
|                                                | Мужское население                              | 9324                                           | Процент мужского населения, %                  | 52,51  |
|                                                | Женское население                              | 8433                                           | Процент женского населения, %                  | 47,49  |
| Плотность населения, чел/км²                   | Плотность населения, чел/км²                   | Плотность населения, чел/км²                   | Плотность населения, чел/км²                   | 4,81   |
| Население муниципалитета в % к населению штата | Население муниципалитета в % к населению штата | Население муниципалитета в % к населению штата | Население муниципалитета в % к населению штата | 0,27   |

По данным оценки 2016 года, население муниципалитета составляет 18 573 жителя. Праздник города — 10 ноября.

## История
Город основан 1 января 1997 года. 

## Статистика
- Валовой внутренний продукт на 2003 год составляет 26 547 350,00 реалов (данные: Бразильский институт географии и статистики).
- Валовой внутренний продукт на душу населения на 2003 год составляет 1646,96 реалов (данные: Бразильский институт географии и статистики).
- Индекс развития человеческого потенциала на 2000 год составляет 0,569 (данные: Программа развития ООН).